# Верхнерузское водохранилище
Верхнеру́зское водохрани́лище — водохранилище на реке Рузе, расположено на западе Московской области на территории городского округа Шаховская. Заполнено в 1987 году.
Полный объём 40 млн м³, площадь 9,4 км². Ширина до 2,8 км, длина около 20,5 км, глубина до 12 м. Колебания уровня воды до 2-х метров.
Находится на высоте 209 метров над уровнем моря. Образовано земляной плотиной длиной 500 метров.
Замерзает в конце ноября, вскрывается в конце апреля.
Вместе с Вазузским и Яузским водохранилищами образует Вазузскую гидросистему. Используется для водоснабжения Москвы (подача воды к Рублёвскому гидроузлу), а также регулирования стока реки Рузы. Популярное место отдыха.
Знаменитое место рыбной ловли среди рыболовов-любителей. В водохранилище ловятся лещ, щука, судак, окунь, плотва, ёрш, уклейка, густера, реже налим.
На берегах расположены село Черленково, деревни Сутоки, Щемелинки, Романцево, Филенино и несколько дачных посёлков.